# San Jerónimo (Copán)
San Jerónimo – gmina (municipio) w zachodnim Hondurasie, w departamencie Copán. W 2010 roku zamieszkana była przez ok. 5,3 tys. mieszkańców. Siedzibą administracyjną jest miejscowość San Jerónimo.

## Położenie
Gmina położona jest w północnej części departamentu. Graniczy z 7 gminami:
- El Paraíso, San Antonio, Florida i San Nicolás od północy,
- Trinidad de Copán od wschodu,
- Dolores i Concepción od południa,
- El Paraíso i Santa Rita od zachodu.

## Miejscowości
Według Narodowego Instytutu Statystycznego Hondurasu na terenie gminy położone były następujące wsie:
- San Jerónimo
- Agua Zarca
- El Rosario
- El Tránsito
- El Volcán
- La Esperanza
- Santa Elena
- Tierra Blanca

## Demografia
Według danych honduraskiego Narodowego Instytutu Statystycznego na rok 2010 struktura wiekowa i płciowa ludności w gminie przedstawiała się następująco:
| Wiek         | 0–3 | 4–6 | 7–12 | 13–17 | 18–24 | 25–64 | 65+ | razem |
| San Jerónimo | 649 | 508 | 942  | 599   | 652   | 1 663 | 254 | 5 267 |
| Mężczyźni    | 367 | 284 | 531  | 325   | 396   | 847   | 115 | 2 865 |
| Kobiety      | 282 | 224 | 412  | 274   | 256   | 816   | 139 | 2 402 |